# HMS Formidable (1777)
Pour les autres navires du même nom, voir HMS Formidable.

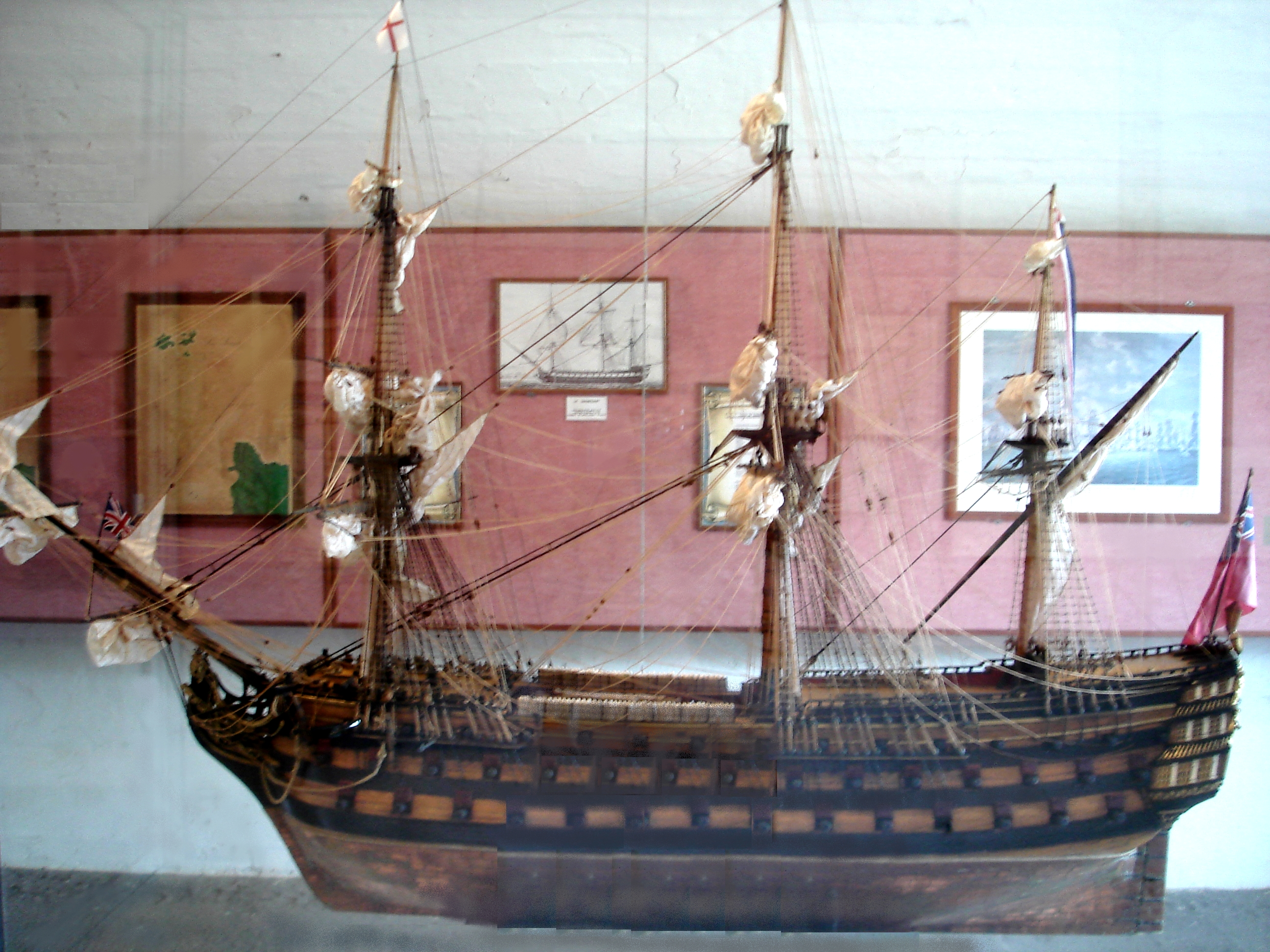
Le Formidable : il participe à la bataille des Saintes en 1782. Collection du Fort Napoléon des Saintes (Guadeloupe).

Le HMS Formidable est un vaisseau de ligne de deuxième rang de classe Barfleur portant 90 canons, en service dans la Royal Navy britannique à la fin du XVIIIe et au début du XIXe siècle. Construit aux chantiers navals de Chatham, il est lancé le 20 août 1777. Par la suite, son armement est augmenté à 98 canons.
En 1782, le HMS Formidable sert de vaisseau-amiral à l'Admiral Rodney pendant la bataille des Saintes.
Il est démantelé en 1813.

### Sources et bibliographie
- (en) Brian Lavery, The Ship of the Line, vol. 1 : « The development of the battlefleet 1650-1850 », Conway Maritime Press, 2003,  (ISBN 0-85177-252-8).